# Avgiftsförordningen
Avgiftsförordningen (SFS 1992:191) är en svensk förordning som reglerar rätten för svenska myndigheter under regeringen att ta ut avgifter för varor och tjänster som den tillhandahåller.
Bland annat regleras den avgift som tas ut för kopior av allmänna handlingar. Avgiften för en beställning till en statlig myndighet som omfattar tio sidor eller mer är 50 kronor och 2 kronor för varje sida utöver den tionde. Vid exempelvis avskrift av ljudband eller liknande för utlämnande utgår en avgift på 125 kronor för varje påbörjad kvart. För kommunala myndigheter finns inget tydligt regelverk, men handlingar ska tillhandahållas till "självkostnadspris" och får inte bli för dyrt.
Enligt avgiftsförordningen framgår att samma avgift får tas ut om handlingen sänds med telefax, men det framgår dock inte vad som gäller när handlingen sänds via e-post.